# Zelomorpha variegata
Zelomorpha variegata är en stekelart som först beskrevs av Gyöö Viktor Szépligeti 1908.  Zelomorpha variegata ingår i släktet Zelomorpha och familjen bracksteklar. Inga underarter finns listade i Catalogue of Life.